# Tewes

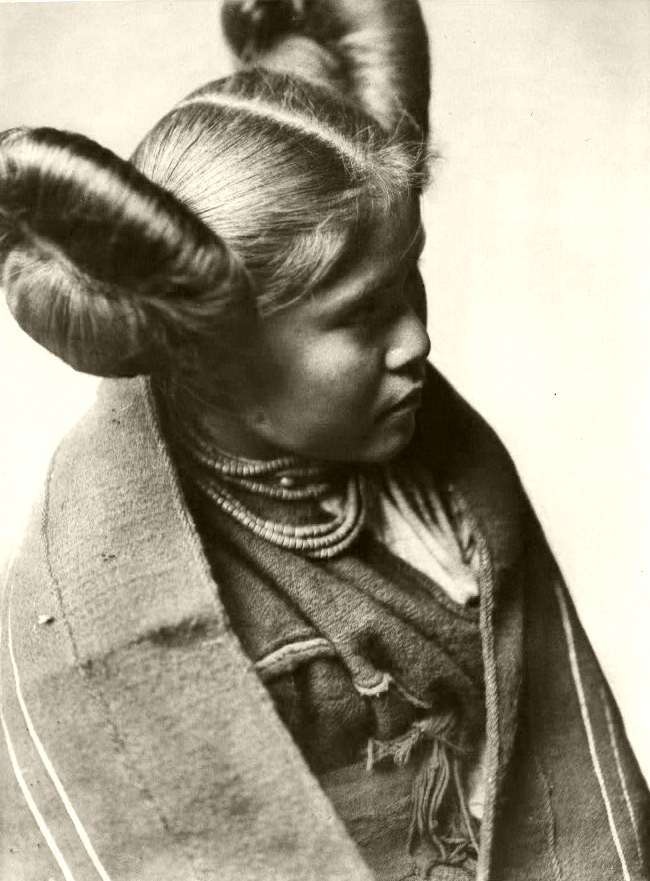
Chaiwa, noia tewa amb trenes de papallona, foto d'Edward S. Curtis, 1922

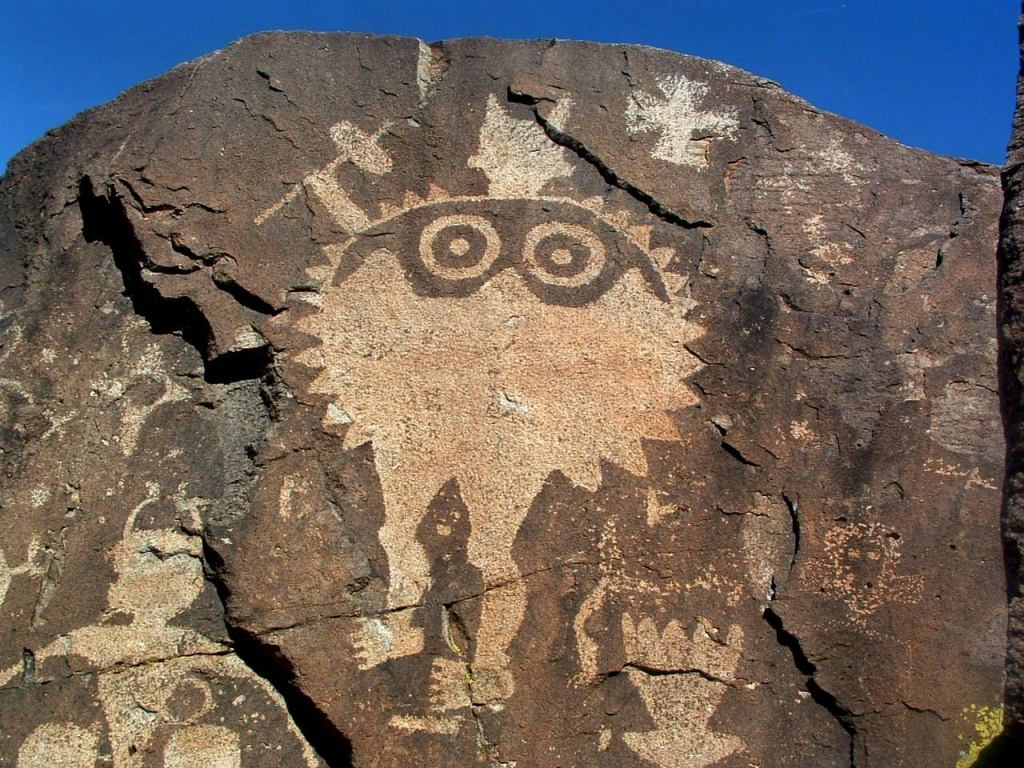
Figura antropomòrfica dels tewa meridionals (Tano), petroglif a l'altiplà Galisteo, principal llar dels Tano abans de la revolta pueblo de 1680

Els tewes (o tano) són un grup lingüístic dels amerindis dels Estats Units que parlen el tewa i comparteixen la cultura Pueblo. Les seves llars estan en o prop del riu Grande de Nou Mèxic al nord de Santa Fe. Comprenen les comunitats següents :
- Nambe
- Pojoaque
- San Ildefonso
- Ohkay Owingeh (abans conegut com a San Juan)
- Santa Clara
- Tesuque

Els tewa d'Arizona, descendents d'aquells que van fugir després de la segona revolta pueblo de 1680-1692, vivien a la reserva Hopi a Arizona, principalment a Tewa Village i Polacca dins de First Mesa.
El tewa (també conegut com a Tano) és una de les cinc llengües kiowa-tano parlats pels amerindis Pueblo de Nou Mèxic. Malgrat que aquests cinc idiomes estan estretament relacionats, els parlants d'un no poden entendre completament als parlants d'una altra (similars als parlants d'alemany i anglès). Els sis pueblo parlants de tewa són Nambe, Pojoaque, San Ildefonso, San Juan, Santa Clara, i Tesuque.

## Llengua tewa
Amb les llengües tiwa, towa i keres, hi ha un cert desacord entre els tewes si el tewa ha de ser escrit o no. Alguns ancians Pueblo senten que el tewa han de ser preservat únicament per tradició oral. No obstant això, molts parlants tewa han decidit que l'alfabetització en tewa és important per a transmetre la llengua als fills. Els pobles tewa han desenvolupat la seva pròpia ortografia per al seu llenguatge, els San Juan han publicat un diccionari tewa, i avui dia hi ha programes de llengua tewa ensenyant als nens a llegir i escriure en la majoria dels pobles de parla tewa.

## Personatges notables
- Popé
- Esther Martinez, lingüista
- Jody Naranjo, terrissaire